# Fuinha-assobiadeira
A fuinha-assobiadeira (Cisticola lateralis) é uma ave passeriforme da família Cisticolidae, encontrada em vários países da África.
Pode ser encontrada nos seguintes países: Angola, Benin, Burundi, Camarões, República Centro-Africana, República do Congo, República Democrática do Congo, Costa do Marfim, Gabão, Gâmbia, Gana, Guiné, Guiné-Bissau, Quénia, Libéria, Mali, Nigéria, Senegal, Serra Leoa, Sudão, Togo, Uganda e Zâmbia.
Os seus habitats naturais são: florestas secas tropicais ou subtropicais, savanas áridas e savanas húmidas.